# Mont Rachais
Pour le sommet de la chaîne des Aravis également appelé « mont Rachais », voir Tête Pelouse.
Le mont Rachais (1 049 m en son point culminant, le Quichat) constitue l'extrémité sud du massif de la Chartreuse.

## Géographie
Au sud, il plonge vers Grenoble, par l'intermédiaire du mont Jalla et de la Bastille, à l'est, il est séparé du mont Saint-Eynard par le col de Vence, au nord, de l'Écoutoux par la petite vallée de la Vence et enfin à l'ouest, du casque du Néron par le col de Clémencières. Le Charmeyran prend sa source à l'extrémité nord-est de la montagne.
Un télésiège le reliait autrefois à l'arrivée du téléphérique de Grenoble à la Bastille et on peut encore voir les vestiges de ses pylônes.

Carte topographique du Rachais.

## Écologie
Le mont Rachais est classé en zone naturelle d'intérêt écologique, faunistique et floristique (ZNIEFF) par la direction régionale de l'environnement, il fait partie d'une zone comprenant aussi le mont Jalla couvrant ainsi une étendue de 633,36 hectares sur les communes de Grenoble, Corenc, Quaix-en-Chartreuse, Saint-Martin-le-Vinoux et la Tronche.
L'intérêt du site réside dans le fait qu'il est une des « colonies méridionales » les plus abondantes des alentours de Grenoble. Connue depuis longtemps par les naturalistes cet espace possède une grande richesse écologique liée à la diversité des milieux, ainsi on y trouve des escarpements et des falaises mais aussi des chênaies denses, des prés secs, des coteaux, etc.
Le pistachier térébinthe et le genévrier thurifère, qui est une espèce végétale protégée dans la région Rhône-Alpes, font partie des espèces appréciant le climat méditerranéen qui peuvent se trouver sur le mont Jalla.  Les orchidées sont également bien représentées sur ces hauteurs, avec notamment l'epipactis à petites feuilles (Epipactis microphylla) qui peut être trouvée sur ces sols calcaires à l'abri de boisements clairs.
D'autres espèces de plantes comme la coronille des jardins qui peut être rencontrée jusqu'à 1 000 m d'altitude sur des terrains de pelouses sèches abritent de nombreux insectes, comme le Bleu-nacré d'Espagne participant ainsi à la richesse de l'entomofaune et par voie de prédation à une luxuriante avifaune. La présence du hibou grand-duc et du bondrée apivore (Buse apivore) est également avérée sur cette ZNIEFF.